# Krakovo
Krakovo (tudi Krakovsko predmestje) je predel Ljubljane, ki je del četrtne skupnosti Trnovo. Včasih je bilo Krakovo predmestna vas, ki pa je z razvojem mesta in pozidavo postala del širšega centra mesta.

## Zgodovina
Prvič je bilo Krakovo izrecno omenjeno leta 1450, a je bilo to področje naseljeno že več stoletij. Glede na zasnovo naselja se domneva, da je bilo Krakovo načrtno naseljeno s strani nemškega viteškega redu, ki je naselitev vodil iz komende na Novem trgu. V ljubljanskem urbarju nemškega viteškega reda iz leta 1490 tako navajajo, da je v Krakovem stanovalo 38 podložnikov, pri čemer so se ukvarjali z vrtnarstvom in ribištvom.
Zaradi močvirnatih tal in bližini reke, ki je pogosto poplavljala, je bilo Krakovo v srednjem veku znano kot kraj izbruha številnih nalezljivih bolezni, tudi kuge (v letih 1348 in 1599). Leta 1599 je bil izbruh tako hud, da je Kranjski deželni zbor zapustil Ljubljano (in pobegnil v Kamnik), hkrati pa je dal sporazumno z nemškim viteškim redom požgati vse zapuščene in okužene hiše v Krakovem. Podobo današnjega naselja pa so izoblikovali še trije veliki požari (v letih 1770, 1774 in 1798).
V 20. letih 19. stoletja pa je ribištvo pričelo upadati (zaradi osuševanja Barja) in regulacije reke). Krakovčani so bili tako do druge polovice 20. stoletja znani kot oskrbovalci Ljubljane s svežo zelenjavo preko celega leta.
Leta 1986 je bilo območje Krakova z Eipprovo ulico razglašeno za kulturni in zgodovinski spomenik.

## Znamenitosti
- Krakovska kapelica
- dvoje kužnih znamenj
- Krakovski nasip
- rojstna hiša Riharda Jakopiča

## Znameniti Krakovčani
- Rihard Jakopič (rojen Krakovska ulica 11)[6]